# برنامه جهانی نبرد هوایی
برنامه جهانی نبرد هوایی (انگلیسی: Global Combat Air Programme یا GCAP) یک طرح مشترک بین بریتانیا، ژاپن و ایتالیا برای توسعه جنگنده نسل ششم پنهان‌کار است. هدف این برنامه ساخت جنگنده‌ای برای جایگزینی یوروفایتر تایفون در نیروی هوایی بریتانیا و نیروی هوایی ایتالیا، و میتسوبیشی اف-۲ در نیروی هوایی ژاپن است.
در ۹ دسامبر ۲۰۲۲، دولت‌های ژاپن، بریتانیا و ایتالیا به‌طور مشترک اعلام کردند که یک جنگنده چندمنظوره مشترک خواهند ساخت و پروژه‌های نسل ششم مستقل قبلی، بی‌ای‌ئی سیستمز تمپست و میتسوبیشی اف-ایکس ادغام خواهند شد. چند روز بعد در دسامبر ۲۰۲۲، ژاپن و سوئد هم توافق‌نامه‌ای را برای همکاری احتمالی در آینده امضا کردند.
گزارش شده‌است که عربستان سعودی برای پیوستن به این طرح تلاش می‌کند. با وجود عدم مخالفت بریتانیا و ایتالیا، ژاپن به دلیل نگرانی‌های پیرامون قوانین صادرات دفاعی و مذاکرات طولانی، با پیوستن عربستان سعودی مخالف است. با این وجود وزارت دفاع بریتانیا قصد دارد روش‌های همکاری با عربستان سعودی و اهداف نظامی و صنعتی آنها را بررسی کند که احتمالاً تا مارس ۲۰۲۴ تکمیل می‌شود. هر سه کشور مایل به بررسی شرکای جدید هستند، اما این امر همچنان به توافق متقابلِ همه طرف‌ها بستگی دارد.

## تاریخچه
گفت‌وگو برای هم‌افزایی در توسعه بی‌ای‌ئی سیستمز تمپست بریتانیا و میتسوبیشی اف-ایکس ژاپن با هدف کاهش هزینه‌ها از اوایل سال ۲۰۱۷ آغاز شد. در نهایت در اواخر سال ۲۰۲۲ برای ادغام توسعه و ساخت یک جت جنگنده مشترک در طرحی به نام «برنامه جهانی نبرد هوایی» با مشارکت ایتالیا توافق شد.
پیش‌بینی می‌شود تا پایان سال ۲۰۲۴، جزئیات دقیق تقسیم هزینه و توسعه میان شرکت‌های سازنده مشخص شود و تولید در حدود سال ۲۰۳۰ آغاز شود. همچنین اولین هواپیما احتمالاً در سال ۲۰۳۵ عملیاتی خواهد شد. انتظار می‌رود طراحی این جت برای بازارهای صادراتی هم در نظر گرفته شود تا هزینه‌های هر فروند آن کاهش یابد.

## مشارکت‌کنندگان
مشارکت کشورهای عضو در این برنامه، برابر در نظر گرفته شده‌است. در بریتانیا، بی‌ای‌ئی سیستمز به عنوان پیمانکار اصلی و طراح بدنه هواپیما، رولز-رویس توسعه‌دهنده موتورها، لئوناردو مستقر در بریتانیا سازنده بخش‌های الکترونیکی و ام‌بی‌دی‌ای مستقر در بریتانیا توسعه‌دهنده جنگ‌افزارها خواهند بود. در ژاپن، صنایع سنگین میتسوبیشی به عنوان پیمانکار اصلی عمل می‌کند، شرکت آی‌اچ‌آی توسعه موتورها را پیش می‌برد و میتسوبیشی الکتریک مسئولیت توسعه الکترونیک را بر عهده دارد. در ایتالیا، لئوناردو اس.پی.ای. پیمانکار اصلی خواهد بود و اویو آئرو روی موتورها کار می‌کند و ام‌بی‌دی‌ای نیز روی توسعه موشک‌ها کار خواهد کرد.